# أحداث نهائي دوري أبطال أوروبا 2022
أحداث نهائي دوري أبطال أوروبا 2022 هي حالة الفوضى وأعمال الشغب التي وقعت مساء يوم 28 مايو 2022 قبل مباراة الدور النهائي لبطولة دوري أبطال أوروبا 2021–22 بين فريق ليفربول الإنجليزي وفريق ريال مدريد الإسباني عندما فقد رجال الامن سيطرتهم على الجماهير التي احتشدت عند مداخل ملعب فرنسا الواقع في ضاحية سان دوني بفرنسا قبل ساعات من إقامة المباراة.

## الأحداث
بدأت الأحداث في مساء يوم 28 مايو 2022 قبل ساعات قليلة من انطلاق مباراة الدور النهائي لبطولة دوري أبطال أوروبا 2021–22، والتي كان من المقرر لها أن تبدأ في الساعة 21.00 بتوقيت وسط أوروبا بين فريقي ليفربول وريال مدريد، عندما احتشدت أعداد كبيرة من المشجعين عند مداخل ملعب فرنسا غير قادرين على دخول ملعب المباراة وقامت الشرطة الفرنسية بإطلاق قنابل الغاز المسيل للدموع ورذاذ الفلفل صوب المشحعين المحتشدين لكي تتمكن من السيطرة على مشجعي ليفربول. دافع منظمو الاتحاد الأوروبي لكرة القدم والعديد من الشخصيات السياسية الفرنسية عن هذه الإجراءات لاحقًا، واتهموا مشجعي ليفربول، الذين سافر عشرات الآلاف منهم إلى المدينة لحضور المباراة، بالسلوك غير المنضبط وبأن بعض المشجعين قد حاولوا الوصول إلى الملعب إما باستخدام تذاكر مزورة أو من خلال اقتحام الملعب بشكل غير قانوني. تسببت هذه الأحداث في اعتقال عشرات المشجعين وإصابة المئات، كما تسببت في تأخير موعد انطلاق المباراة لكي تبدأ بعد 36 دقيقة من الموعد المقرر لها.
نفى العديد من المشجعين والصحفيين والشخصيات العامة تلك الاتهامات التي وجهها منظمو الاتحاد الأوروبي لكرة القدم للمشجعين، واتهموا المنظمين ورجال الأمن بنقص الجاهزية والفشل في التعامل مع الفوضى. كلف الاتحاد الأوروبي لكرة القدم بإجراء تحقيق شامل. وجاء في التقرير النهائي الصدار عن الاتحاد، والذي نُشر في 13 فبراير 2023، أن الاتحاد الأوروبي لكرة القدم يتحمل المسؤولية الأساسية عن الإخفاقات التنظيمية وتعريض سلامة المشجعين للخطر خلال الفترة التي سبقت المباراة. كما انتقد التقرير كل من اللجنة المنظمة والشرطة الفرنسية، وأبدى رفضه لمزاعم كل منهما حول كون المشجعين الذين لم يحصلوا على تذاكر هم المسؤولون الوحيدون عن الفوضى حيث ذكر التقرير أنه لا يوجد دليل كافٍ لتأكيد صحة مثل هذه الادعاءات، وأنه من خلال هذه الادعاءات قام كل من الاتحاد الأوروبي لكرة القدم والسلطات الفرنسية بمحاولة مستهجنة للتنصل من مسؤوليتهم عما حدث.

## الأسباب

### أزمة تذاكر المباراة
كان عدد التذاكر التي خصصت لمشجعي فريق ليفربول الإنجليزي لحضور مباراة الدور النهائي لبطولة دوري أبطال أوروبا 2021–22 في ملعب فرنسا 19,618 تذكرة، وهو ما يعادل 26.1% من السعة الإجمالية للملعب، على حين خصصت لمشجعي فريق ريال مدريد الإسباني حوالي 20,000 تذكرة بيع منها للجمهور 12,000 تذكرة، واحتفظ الاتحاد الأوروبي لكرة القدم بحق توزيغ 23,000 تذكرة أخرى خصصها للهيكل التنظيمي المحلي، والاتحاد الأوروبي لكرة القدم والاتحادات الوطنية، والشركاء التجاريين والمذيعين. كان العدد الأقلّ من التذاكر الذي خصص لمشجعي فريق ليفربول، إلى جانب أسعار التذاكر الباهظة هو ما دفع رابطة مشجعي فريق ليفربول إلى توجيه رسالة مفتوحة إلى الاتحاد الأوروبي لكرة القدم، انتقدت فيها موقف الاتحاد حيال فريقهم، وأيد يورغن كلوب مدرب فريق ليفربول ما جاء في الرسالة، واتهم الاتحاد الأوروبي لكرة القدم بالحرص فقط على المال وليس على المشجعين، كما اتهم الاتحاد أيضًا بالتحايل لزيادة أسعار التذاكر بعد أن أدانوا على مر السنوات السابقة جشع بعض الأندية مثل نادي ليفربول الذي حاول تنظيم بطولة دوري السوبر الأوروبي في ظل العلاقات المتوترة بين العديد من أندية كرة القدم الأوروبية الكبرى، ولكن بسبب العلاقة المتوترة بين نادي ليفربول، والاتحاد الأوروبي لكرة القدم فقد فشلت محاولة تشكيل دوري السوبر الأوروبي، وحث النادي مشجعيه على السفر إلى باريس لدعم فريقهم بغض النظر عما إذا كان لديهم تذكرة أم لا. وطلب الاتحاد الأوروبي لكرة القدم أن تحمل جميع التذاكر الورقية للمباراة صورًا ثلاثية الأبعاد. حملت تذاكر ريال مدريد الورقية صورًا ثلاثية الأبعاد بينما رفض نادي ليفربول لكرة القدم وضع صور ثلاثية الأبعاد على التذاكر المخصصه لمشجعيه.
سلمت التذاكر التي باعها الاتحاد الأوروبي لكرة القدم إلكترونيًا من خلال تطبيق ويفا موبايل تيكيتس الرسمي. طلب نادي ليفربول لكرة القدم من مشتري التذاكر المخصصة لمشجعيه إما استلامها من موقع الاتحاد أو طلب الحصول عليها مقابل رسوم توصيل بلغت 12.59 جنيهًا إسترلينيًا لكل تذكرة. في الأسبوع الذي سبق المباراة النهائية، تداولت وسائل الإعلام البريطانية تقاريرًا تفيد بوجود تذاكر مزيفة تباع لجمهور فريق ليفربول، ودعا نادي ليفربول لكرة القدم شركات وسائل التواصل الاجتماعي إلى إغلاق أكثر من 50 حسابًا على وسائل التواصل الاجتماعي متورطًا في بيع تذاكر مزيفة للمباراة لمشجعيه.
لم تؤثر مشاكل التذاكر سوى على مشجعي ليفربول، وتباينت التقديرات حول حجم المشكلات التي سببتها أزمة التذاكر المخصصة لفريق ليفربول، فبحسب ما أعلنته وكالة فرانس برس، اكتشف ما لا يقل عن 2800 تذكرة مزيفة مع مشجعي الفريق عند بوابات ملعب فرنسا بينما ذكر الاتحاد الفرنسي لكرة القدم نحو 35000 شخصًا كانوا يحملون تذاكر مزيفة أو لا يحملون تذاكر على الإطلاق حضروا إلى ملعب المباراة وحاولوا الدخول قبل انطلاق المباراة. وبحسب تصريحات ديدييه لاليمينت قائد شرطة باريس، فقد جرت عملية احتيال واسعة النطاق بيعت من خلالها ما بين 30.000 إلى 40.000 تذكرة مزيفة للمشجعين، غير أن صحيفة نيويورك تايمز الأمريكية قدرت العدد الحقيقي لتذاكر المباراة المزيفة التي كانت بحوزة المشجعين بنحو 2.589 تذكرة فقط. ومع ذلك فقد ذكر بعض مشجعي ليفربول الذين اشتروا تذاكر حقيقية إنهم مُنعوا من الدخول، كما ذكر مدافع ليفربول أندرو روبرتسون إن صديقًا له مُنع من دخول ملعب المباراة على الرغم من استخدامه تذكرة رسمية قدمها له روبرتسون بنفسه. أعلن الاتحاد الأوروبي لكرة القدم في وقت لاحق أنه سيتم رد الأموال إلى نحو 2700 شخصا من حاملي التذاكر الحقيقية الذين مُنعوا من دخول مبعب المباراة.

### الازدحام في منطقة المشجعين وتعطل خطوط السكك الحديدية
بالنسبة لأماكن التجمع فقد كان لكل نادٍ منطقة مخصصة لتجمع مشجعيه الوافدين إلى المدينة؛ وكانت المنطقة المخصصة لمشجعي فريق ليفربول في منطقة كور دي فينسين الواقعة على بعد سبعة أميال من ملعب المباراة، وللوصول منها إلى ملعب المباراة كان المشجعون بحاجة إلى استخدام القطار، وكان ذلك أثناء إضراب العاملين بالسكك الحديدية، على حين كانت المنطقة المخصصة لمشجعي فريق ريال مدريد في منطقة حديقة دار تعليم جوقة الشرف الواقعة على مسافة قريبة من ملعب المباراة. كان هناك أكثر من 7000 شرطي موجودين في الخدمة في مناطق تجمع المشجعين والملعب، وبينما دخل مشجعو فريق ريال مدريد الملعب من جهة الشمال، بعد أن تم توجيههم للوصول بالمترو أو الترام أو سيرًا على الأقدام عبر منطقة المشجعين القريبة منهم، كانت منطقة تجمع مشجعي فريق ليفربول تقع على بعد 10 كم من الملعب، ومؤهلة لاستقبال 44000 شخص، وعلى الرغم من ذلك، فقد أشار تقدير لاحق إلى أن عدد المشجعين الذين جاءوا إلى منطقة المشجعين ربما ارتفع إلى حوالي 50 ألفً شخصا، وهو ما يتجاوز سعة المنطقة المخصصة لمشجعي الفريق.
كان من المفترض أن يتوجه مشجعو ليفربول إلى ملعب المباراة من خلال محطات القطارات الواقعة إلى جهتي الغرب والجنوب من الملعب. وقد تم توجيههم للوصول إلى الملعب عبر خطوط السكك الحديدية رير ب ورير د، ولكن فعليا، كان خط رير ب يعمل بشكل جزئي بسبب إضراب العاملين بالسكك الحديدية، واضطر عدد أكبر من المتوقع من مشجعي ليفربول أن يستقلول خط رير د، والذي كان يمر عبر الطريق المباشر المؤدي من منطقة المشجعين الخاصة بهم إلى ملعب المباراة. وعلى حين وقفت قوات التأمين على المحيط الخارجي للملعب للتحقق من حاملي تذاكر ليفربول القادمين من الخط ب، فقد وفد عدد هائل من المشجعين إلى الملعب من جهة محطة الخط د، فكان عدد أفراد الأمن المخصصين لفحص تذاكر المشجعين القادمين من محطة الخط د غير كافٍ وسرعان ما فقدوا السيطرة على المشجعين المحتشدين، وتمكن مشجعو ليفربول من الوصول إلى البوابات الدوارة الواقعة في المحيط المباشر للملعب مما صاعد التوتر وساهم في الازدحام الشديد في محيط الملعب، مما أدى في النهاية إلى سد مداخل الملعب. طلبت الشرطة من أفراد الحراسة في الملعب إزالة عناصر التحكم الخاصة بهم في هذه المرحلة لأسباب تتعلق بالسلامة، ونتيجة لذلك، تمكن مشجعو ليفربول من الوصول إلى البوابات الدوارة في محيط الملعب مباشرة، مما أدى بسرعة إلى الازدحام والاختناقات مع عدم قدرة المشرفين على التعامل مع المحتشدين، فواجه العديد من مشجعي ليفربول صعوبات كبيرة في دخول الملعب، حتى من كان بحوزتهم تذاكر المباراة الرسمية التي تحتوي على رموز صالحة لم يتمكنوا من تقديم هذه الرموز لأفراد الحراسة. وبسبب فقدان السيطرة على المحتشدين أغلقت بوابات الملعب في النهاية بالكامل، على الرغم من استمرار وجود العديد من المشجعين في الانتظار بالخارج، ثم اطلقت الشرطة الغاز المسيل للدموع ورذاذ الفلفل على المشجعين خارج الملعب. وبحلول الموعد الذي كان مقررا لانطلاق المباراة، وهو الساعة 21:00 بالتوقيت المحلي، كانت آلاف المقاعد فارغة في جانب مشجعي ليفربول، كما تقرر تأخير موعد انطلاق المباراة لمدة 15 دقيقة، ثم تأجل لمدة 15 دقيقة أخرى، ثم تأخر 9 دقائق إضافية لكي تبدأ المباراة فعليا في الساعة 21:37.
ذكرت صحيفة ليفربول إيكو أن كبار المسؤولين من ليفربول طلبوا رسميًا تأجيل انطلاق المباراة بعد الضغط على الاتحاد الأوروبي لكرة القدم غير أن بيان الاتحاد الأوروبي لكرة القدم الصادر أثناء المباراة زعم أن المشجعين الذين اشتروا تذاكر مزيفة هم من تسببوا في تأخير موعد انطلاق المباراة. أفاد ضباط شرطة ميرسيسايد المنتشرين في ملعب فرنسا أن الغالبية العظمى من المشجعين تصرفوا بطريقة مثالية، ووصلوا إلى البوابات الدوارة مبكرًا واصطفوا في طوابير وفقًا للتوجيهات. وفي داخل الملعب، عزت الرسائل التي تم عرضها عبر نظام الخطاب العام والشاشة العملاقة التأخير إلى وصول المشجعين المتأخر إلى بوابات الملعب. نفى كافيه سوليكول كبير مراسلي سكاي سبورتس نيوز هذه المزاعم، مشيرًا إلى أنه وصل إلى الملعب قبل أربع ساعات من موعد انطلاق المباراة حتى أنه كان مندهشا للغاية من مدى وصول المشجعين المبكر للملعب. كما أفاد بعض الصحفيين الآخرين الذين حضروا المباراة أن مسؤولية تأخير موعد المباراة والصعوبات التي واجهها المشجعين والفوضى التي حدثت خارج الملعب جميعها تقع على عاتق المنظمين. وفي بيان لاحق، ادعت الشرطة الفرنسية إن أشخاصًا حاولوا اقتحام الملعب، وإن الشرطة تدخلت لصد الأشخاص الذين حاولوا اقتحام الملعب بالقوة، وألقت باللوم على المشجعين الذين كانوا يحملون تذاكر مزيفة ولم يتمكنوا من الدخول عبر البوابات الدوارة. وبحسب تصريحات بيير بارتوليمي عضو مجلس إدارة رابطة مشجعي كرة القدم في أوروبا، فإن تيبو ديلوناي رئيس قسم مكافحة الشغب بوزارة الداخلية الفرنسية لم يكن حاضرًا في ملعب المباراة وقت وقوع الأزمة إذ كان يزور قطر للمساعدة في تنظيم كأس العالم لكرة القدم 2022.

## ما بعد المباراة
تعرض مشجعي الفريقين بعد انتهاء المباراة لاعتداءات وعمليات سطو وسرقة ممنهجة على نطاق واسع على أيدي مجموعات كبيرة من المسلحين المحليين. وأفاد شهود العيان أنهم شاهدوا عصابات من الشباب كانوا يتجولون خارج الملعب في انتظار مغادرة المشجعين بعد إطلاق صافرة النهاية. اعتقلت الشرطة الفرنسية 68 شخصًا خلال أحداث الشغب، كما أفادت التقارير أن حوالي 238 شخصًا احتاجوا لتلقي الرعاية الطبية. قارن مقاتل الفنون القتالية المختلطة بادي بيمبليت، الذي كان من بين الحاضرين في المباراة، الأحداث بعد المباراة بمشاهد من الفيلم الأمريكي الديستوبي التطهير، زاعمًا أن هناك مجموعات كبيرة من الرجال المسلحين بالسواطير والسكاكين والقضبان والمضارب هاجموا المشجعين بعد المباراة. كما صرح أحد ضباط الشرطة لصحيفة لوفيجارو بوقوع اعتداء جنسي جماعي، وأفاد سكرتير مجموعة مشجعي ليفربول من ذوي الاحتياجات الخاصة لقناة بي إف إم التلفزيونية أنه شاهد اعتداءا جنسيا على امرأة شابة من ذوي الاحتياجات الخاصة.

### ردود الأفعال

#### من الأندية
طلب نادي ليفربول عقب انتهاء المباراة مباشرة إجراء تحقيق رسمي في أسباب المشكلات التي حدثت قبل وبعد المباراة. دافع الرئيس التنفيذي لنادي ليفربول بيلي هوجان عن سلوك مشجعي ليفربول وحمل رجال الأمن مسؤولية المشكلات والصعوبات التي واجهها المشجعون في دخول الملغب، كما وصف المعاملة السيئة التي تلقاها المشجعين بأنها غير مقبولة على الإطلاق، وذكر إن الاتهامات الموجهة إلى مشجعي فريق ليفربول مؤلمة للغاية، وبحلول 31 مايو (أيار) 2022، كان نادي ليفربول قد تلقى ما يزيد عن 5000 استجابة بخصوص طلبات إجراء التحقيقات على أيدي خبراء مختصين والدعاوى القضائية المقامة. وفي 3 يونيو (حزيران) 2022، حذا نادي ريال مدريد حذو ليفربول، وطلب إجراء تحقيق حول أسباب تحديد ملعب المباراة النهائية والمعايير التي أخذت بعين الاعتبار ودورها فيما حدث في ذلك اليوم، وإيجاد إجابات وتفسيرات تحدد المسؤولين عن ترك المشجعين العزل دون تأمين بعد المباراة، مسلطًا الضوء على أن أدلة الفيديو التي أظهرت المشجعين وهم يتعرضون للاعتداء والمضايقة والسطو والسرقة بالإكراه. وأفاد لاعب فريق ليفربول السابق جيسون ماكاتير إن زوجته وابنه تعرضا للهجوم والسرقة بعد المباراة، وقام المعتدون بتمزيق بلوزة زوجته وسرقة ساعتها، كما تعرض ابنه للركل وسُرق هاتفه.

#### من المشجعين
قوبلت تكتيكات وتصرفات الشرطة الفرنسية بانتقادات شديدة وقارنها البعض بما جرى خلال كارثة هيلزبورا عام 1989، حيث أدى نقص كفاءة رجال الشرطة إلى فقدان السيطرة على الحشود وحدوث تدافع بشري أودى بحياة 97 من مشجعي فريق ليفربول. كما قارن العديد من أفراد عائلات ضحايا هيلزبرا الذين حضروا المباراة النهائية بين ردود أفعال شرطة باريس بعد المباراة وردود أفعال شرطة جنوب يوركشاير بعد كارثة هيلزبرا؛ فبعد أحداث هيلزبر، عززت الشرطة الأمريكية بالتنسيق مع الصحفيين والسياسيين المتعاطفين الرواية التي كانت سائدة آنذاك بأن مشجعي ليفربول المخمورين كانوا هم المسؤولون عن عمليات التدافع والدهس. وأفاد الناجون من كارثة هيلزبرا الذين حضروا المباراة النهائية في باريس أن الصدمة التي أصابتهم كانت بسبب الفوضى التي شهدتها المباراة. كذلك وصف لاعبو ليفربول السابقون كيني دالجليش وروبي فاولر وجيم بيجلين وجيمي كاراغر وقوع تجارب مباشرة وغير مباشرة وجهت فيها انتقادات شبيهة مباشرة للاتحاد الأوروبي لكرة القدم وللشرطة الفرنسية والسكان المحليين في باريس.

#### من الاتحادات الرياضية
أدان رونان إيفين، المدير التنفيذي للاتحاد الفرنسي لكرة القدم ما حدث مرجعا أسباب ذلك إلى وجود تحيز رخيص وقديم جدًا ضد مشجعي فريق ليفربول، وأعتقد أن الحكومة الفرنسية استغلت هذا التحيز لتحقيق مكاسب سياسية . وفي 3 يونيو (حزيران) 2022، أصدر الاتحاد الأوروبي لكرة القدم اعتذارًا لجميع مشجعي ليفربول وريال مدريد الذين عانوا أو شهدوا أحداثًا مروعة ومحزنة قبل أو بعد مباراة نهائي دوري أبطال أوروبا.

#### من السياسيين
وصف عضو البرلمان البريطاني عن حزب العمال إيان بيرن تجربة دخول ملعب فرنسا الذي استضاف مباراة دوري أبطال أوروبا النهائية بأنها واحدة من أسوأ التجارب التي مر بها في حياته بسبب أساليب التنظيم والتأمين المروعة التي عرضت أرواح الآلاف للخطر. كما دعا رئيس الوزراء البريطاني بوريس جونسون ووزيرة الخارجية ليز تروس مسؤولي الاتحاد الأوروبي لكرة القدم بإجراء تحقيق شامل للوقوف على أسباب حالة الفوضى وأعمال الشغب التي وقعت. وانتقدت جوان أندرسون عمدة مدينة ليفربول الإدارة المروعة للمباراة والمعاملة الوحشية التي لاقاها مشجعي ليفربول على أيدي رجال شرطة باريس ومسؤولي الملعب، ووصفت إلقاء اللوم على مشجعي ليفربول بالفعل المخزٍي، ولاقت هذه التصريحات تأييد وزيرة الدولة للشؤون الرقمية والثقافة والإعلام والرياضة نادين دوريس ووكيل وزارة الدولة البرلماني للرياضة والسياحة والتراث والمجتمع المدني نايجل هدليستون، والذي انتقد استخدام الغاز المسيل للدموع ضد مشجعي ليفربول من الشباب ومن كبار السن.
استمر كل من وزيرة الرياضة الفرنسية أميلي أوديا كاستيرا ووزير الداخلية الفرنسي جيرالد دارمانين في إلقاء اللوم على مشجعي فريق ليفربول وسلوكهم الهمجي الذي تسبب في وقوع الأزمة التي سبقت المباراة، واتهمت أوديا كاستيرا في 30 مايو (أيار) 2022 المشجعين المحتشدين الذين حاولوا دخول ملعب المباراة مستخدمين تذاكر مزيفة بالتسبب في حالة الفوضى التي وقعت عند مداخل الملعب، وهي المزاعم التي شككت في صحتها تقارير المشجعين الواردة من ملعب المباراة، والذين قالوا إن عملية الدخول إلى الملعب لم تكن منظمة بما يكفي، كما أن الشرطة تعاملت مع المشجعين بأساليب قاسية، على حين أشادت بعض الادعاءات التي نقلتها كل من قناة سكاي سبورتس البريطانية وصحيفة ديلي تلغراف بأداء شرطة ميرسيسايد بسلوك مشجعي ليفربول ووصفته بأنه مثالي في ظروف صادمة. وصرح السياسي الفرنسي وعضو البرلمان الأوروبي جيروم ريفيير أن تصريحات وزير الداخلية الفرنسي جيرالد دارمانين كانت كاذبة، وحثه على الاعتذار للبريطانيين لاتهامهم ظلماً وللفرنسيين عن المعلومات المزيفة المخزية التي قدمها لهم. طالب فرانسوا نويل بوفيه رئيس اللجنة القانونية من أوديا كاستيرا وجيرالد دارمانين تقديم أدلة على مزاعمهما بخصوص التذاكر المزيفة وما حدث بعد المباراة.
كان ريتشارد بويج، نائب عمدة الدائرة الثانية عشرة في باريس، هو أول سياسي فرنسي يعتذر لمشجعي فريق ليفربول، حيث كتب رسالة إلى اتحاد سبيريت أوف شانكلي للمشجعين عبر فيها عن أسفه لما حدث. كما كتب مراسل بي بي سي نيوز هيو سكوفيلد أن تداعيات المباراة النهائية أصبحت قضية ذات تأثير كبير على مسار الانتخابات التشريعية الفرنسية لعام 2022، والتي كان من المقرر لها أن تعقد في يونيو (حزيران) من نفس العام. فيما بعد، ذكر خبير استطلاعات الرأي الفرنسي جيروم فوركيه أن الأحداث التي وقعت خلال المباراة النهائية كانت أحد أسباب خسارة حزب مجموعة المواطنين الذي يتزعمه الرئيس الفرنسي إيمانويل ماكرون في الانتخابات، وتحقيق حزب التجمع الوطني الذي تقوده مارين لوبان مكاسب كبيرة، بعد أن صور المعارضون اليمينيون للرئيس إيمانويل ماكرون الفوضى على أنها نابعة من السكان المحليين في ضاحية سان دوني، وهي منطقة تسكنها أعداد كبيرة من المهاجرون وأحفادهم، وجد استطلاع رأي أجرته شركة أودوكسا باكبون كونسلتينج أن 53٪ من الجمهور الفرنسي كانوا متخوفين من استضافة فرنسا لكأس العالم للرجبي 2023 ودورة الألعاب الأولمبية لعام 2024، وأن 90٪ يعتقدون أن هذه الحلقة أضرت بسمعة الفرنسيين في الخارج.
في 9 يونيو (حزيران) 2022، اعتذر رئيس شرطة باريس، ديدييه لاليمينت، عن استخدام الغاز المسيل للدموع قائلاً إن الهدف الرئيسي من الإجراءات التي قام بها رجال الشرطة كان إنقاذ الأرواح. وفي اليوم نفسه، تأكد أن الاتحاد الفرنسي لكرة القدم قام بإتلاف لقطات كاميرات المراقبة المحيطة بملعب المباراة إذ لم تطالب بها المحاكم خلال سبعة أيام من أحداث الفوضى، وعلى الرغم من ذلك، فقد احتفظت الشرطة الفرنسية بصورها الخاصة، والتي سلمتها إلى المحاكم بعد ذلك.

## تحقيق الاتحاد الأوروبي لكرة القدم
أعلن الاتحاد الأوروبي لكرة القدم في 30 مايو (أيار) 2022 عن تشكيل لجنة تحت قيادة عضو البرلمان البرتغالي تياجو برانداو رودريجيز سيكلفها بإعداد تقرير مستقل حول الأحداث المحيطة بالمباراة النهائية لفحص عملية اتخاذ القرار والمسؤولية وسلوكيات جميع الكيانات المعنية، وسيتم نشر تقرير اللجنة النهائي عند اكتماله، مع قيام الاتحاد الأوروبي لكرة القدم بتقييم الخطوات التالية التي يجب اتخاذها. نُشر التقرير في 13 فبراير 2023، وحمل الاتحاد الأوروبي لكرة القدم المسؤولية الأساسية عن الإخفاقات التنظيمية والسلامة في الفترة التي سبقت المباراة. وانتقد التقرير كل من الجهة المنظمة والشرطة الفرنسية، ورفض ادعاءات كل منهما بأن المشجعين الذين لا يحملون تذاكر هم المسؤولون عما حدث. وذكر التقرير أنه لا يوجد دليل كافٍ لتأكيد صحة مثل هذه الادعاءات، والتي جاءت كمحاولة من الاتحاد الأوروبي لكرة القدم والسلطات الفرنسية للتنصل من المسؤولية، كما انتقد الاتحاد الأوروبي لكرة القدم لتهميشه وحدة السلامة والأمن الخاصة به، وللتصريحات التي أدلى بها أثناء المباراة وبعدها. ألقى التقرير باللوم أيضا على الشرطة الفرنسية لعدم تعاونها مع أفراد التأمين الآخرين، ولإخفاقها في منع الفوضى والتخفيف من الازدحام، ولجوئها إلى استخدام الغاز المسيل للدموع ورذاذ الفلفل دون مبرر، كما تم انتقادها لعدم اتخاذها الإجراءات اللازمة حيال المجموعات المحلية التي هاجمت المشجعين. وذكر التقرير أن هذه الإخفاقات كان من الممكن أن تتسبب في كارثة جماهيرية مروعة.
تقبل الأمين العام للاتحاد الأوروبي لكرة القدم ثيودور ثيودوريديس نتائج التقرير، وشكر الدكتور رودريجيز، وقدم اعتذارًا لأولئك المتضررين، وخاصة مشجعي نادي ليفربول لكرة القدم، عن التجارب المروعة التي مر بها العديد منهم، كما اعتذر عن جميع التصريحات التي صدرت قبل المباراة وأثناءها والتي ألقت باللوم عليهم ظلماً وحملتهم مسؤولية ما حدث. كما وعد الاتحاد الأوروبي لكرة القدم برد قيمة التذاكر لمشجعي ليفربول الذين لم يتمكنوا من الدخول إلى ملعب المباراة.